# Keepers of Youth
Keepers of Youth é um filme de drama britânico de 1931, dirigido por Thomas Bentley, estrelado por Garry Marsh, Ann Todd e Robin Irvine. Foi baseado na peça de 1929 Keepers of Youth de Arnold Ridley.

## Elenco
- Garry Marsh - Knox
- Ann Todd - Millicent
- Robin Irvine - David Lake
- John Turnbull - Gordon Duff
- O. B. Clarence - Slade
- Herbert Ross - Sullivan
- Mary Clare - Sra. Venner
- Ethel Warwick - Matron
- Rene Ray - Kitty Williams